# 墨拉萨丁
墨拉萨丁（Merag-Sagteng；Mira-Sakden），也译作米拉萨丁，包括不丹王国塔希冈宗（Trashigang District）以及薩姆德魯瓊卡爾宗（Samdrup Jongkhar Diatrict）的東部（薩丁東）之「墨拉格窩」與「薩丁格窩」

## 歷史
据史料记载，墨拉萨所轄丁分别归达旺寺和打拢宗管辖，萨丁寺属于达旺宗，基堪布由达旺寺派任。
17世纪以后，不丹人大量东迁，移居达旺等地，引起草场和民事纠纷。为此，西藏噶厦政府和不丹在1715年曾两次订立条约，言約4487丁归属，草（其中塔希岡宗約2653㎞²，薩丁東約1878㎞²）场租给不丹移民使用，按规定交纳草税。20世纪初，英屬印度政府非法制定麦克马洪线，并把势力范围扩展到达旺以北。
1949年，印度与不丹签定《永久和平与友好条约》，将墨拉萨丁地区控制权转让不丹，自此，墨拉萨丁地区一直处于不丹政府的完全控制之下。墨拉萨丁地区海拔高，多在3000米以上，耕地面积不足3%。这里定居的主要民族是属于半游牧民族--布鲁克巴（Brokpa，又称作达克巴，Dakpa），总人口约5000人（1993 Van Driem统计），其中，米拉格窝（Merag Gewog ）约2000人，萨丁格窝（Sagteng Gewog）3000人。